# 광시 (단위)
광시(光時, light-hour)는 길이의 단위이다. 1광시는 빛이 완전한 진공 속을 1시간 동안 나아가는 거리로, 구체적인 값은 1,079,252,848,800m(약 10억km)이다. 광시는 광초에 기반하여 산출되는 값이기 때문에 앞의 값은 정확하다.
예를 들면 명왕성 궤도의 긴 반지름은 5.473광시이다.

## 같이 보기
- 광년
- 광초
- 광분
- 빛의 속도